# بول دي مان
بول دي مان (بالهولندية: Paul de Man)‏ هو أستاذ جامعي وفيلسوف وصحفي بلجيكي وأمريكي، ولد في 6 ديسمبر 1919 في أنتويرب في بلجيكا، وتوفي في 21 ديسمبر 1983 في الولايات المتحدة بسبب سرطان.

## وصلات خارجية
- بول دي مان على موقع أرشيف الشارخ.
- بول دي مان على موقع الموسوعة البريطانية (الإنجليزية)